# NGC 3489
NGC 3489 ist eine linsenförmige Galaxie mit aktivem Galaxienkern vom Hubble-Typ SB0-a im Sternbild Löwe an der Ekliptik. Sie ist schätzungsweise 26 Millionen Lichtjahre von der Milchstraße entfernt und wird als Seyfertgalaxie gelistet.
Das Objekt wurde am 8. April 1784 von Wilhelm Herschel entdeckt.